# Eggeratherhof

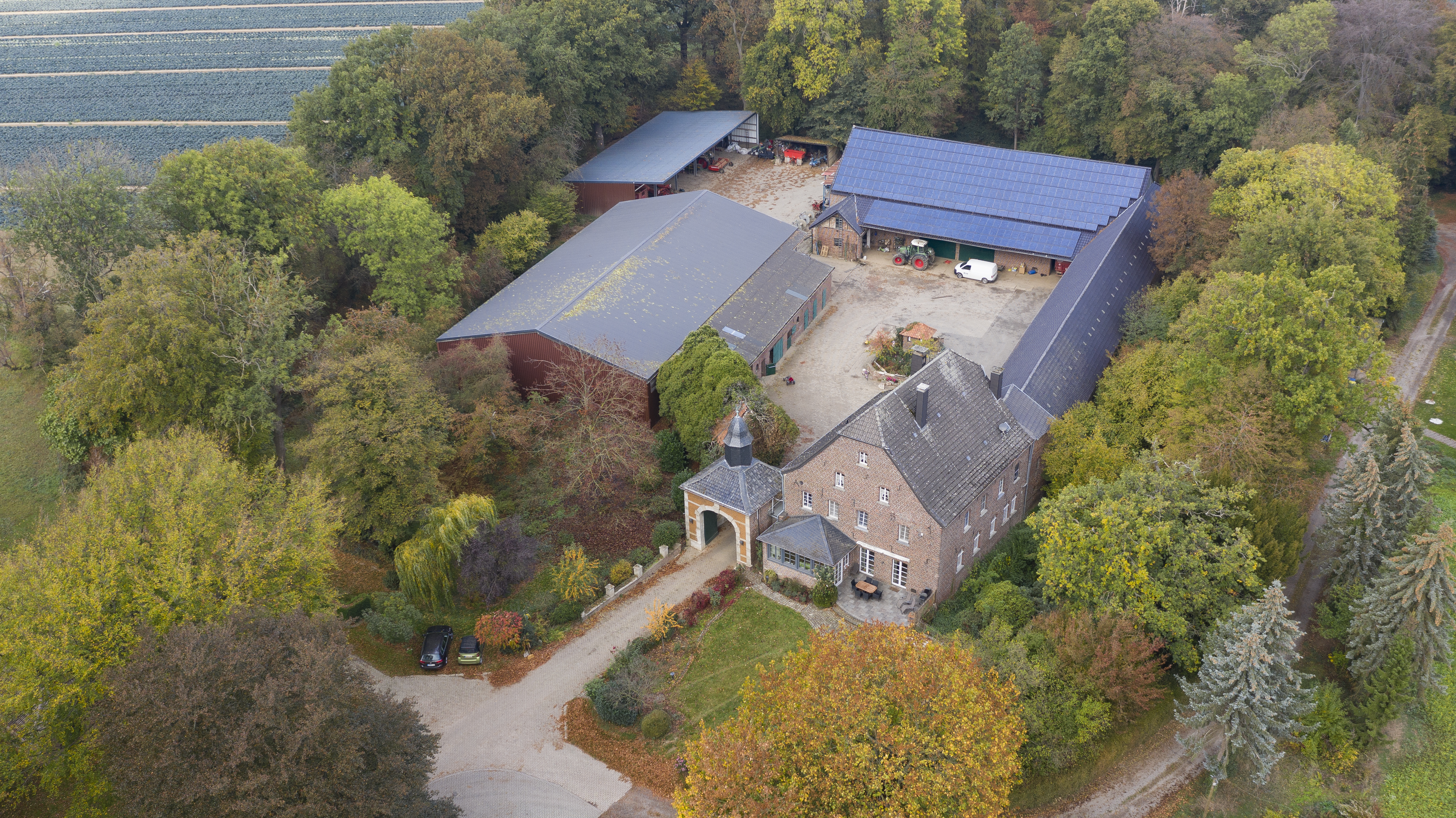
Der Eggeratherhof

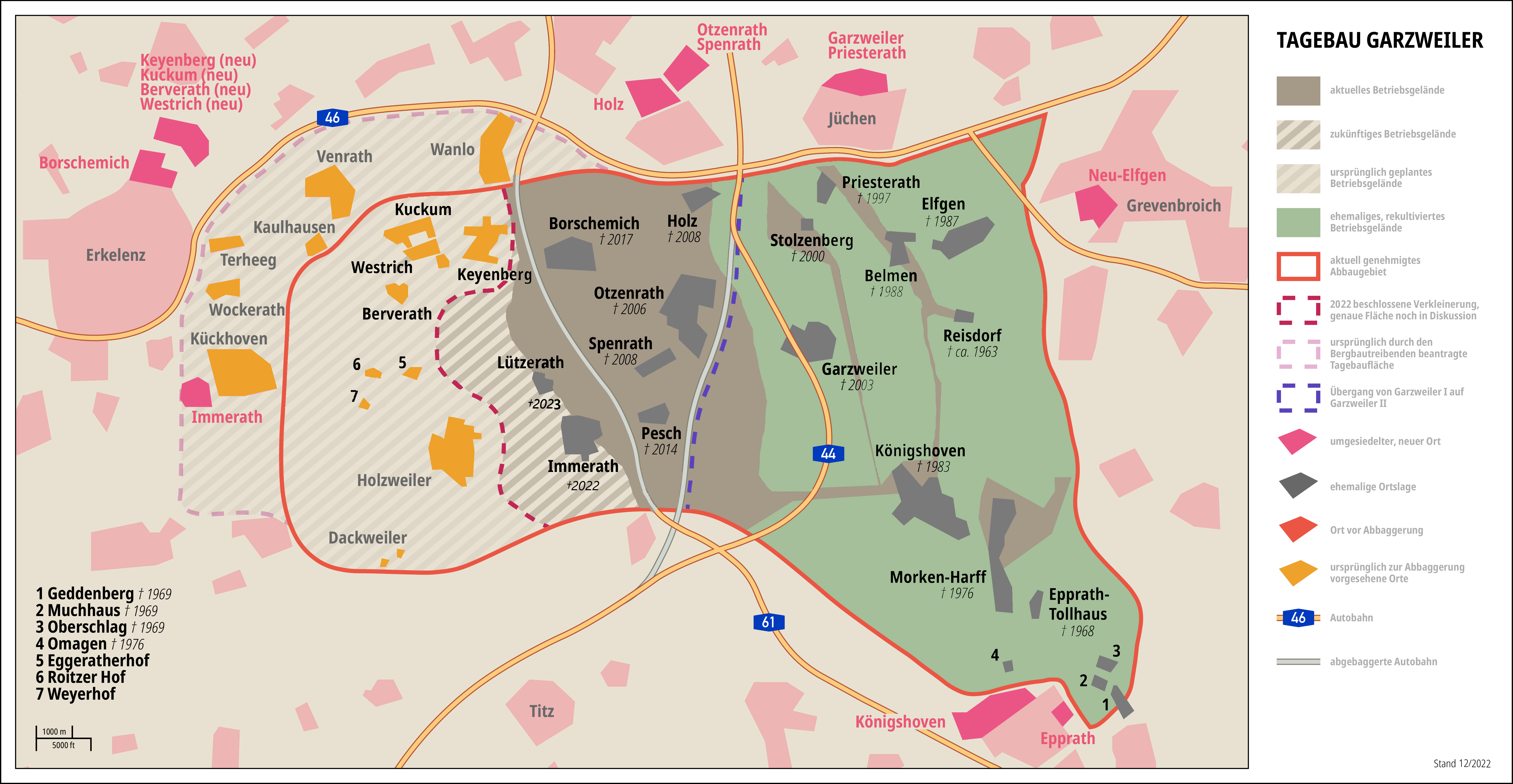
Lage des Eggeratherhofes im Abbaugebiet Garzweiler

Der Eggeratherhof ist einer der drei Feldhöfe um Holzweiler, einen Ortsteil von Erkelenz. Neben dem Eggeratherhof ist dies der Roitzerhof und der Weyerhof. Der Eggerather Hof ist der älteste der drei Höfe, er wurde am 30. Mai 1197 erstmals urkundlich erwähnt. Vermutlich stellte der Hof bis in die Frühe Neuzeit noch eine Siedlung mit mehreren Höfen dar. Der Hof selbst war in Besitz von adligen Familien, wie denen aus Lerodt, Tüschenbroich oder Wickrath. Die wasserumwehrte Hofanlage datiert aus dem Jahr 1754.